# Bad Kreuznach (stacja kolejowa)
Bad Kreuznach (niem: Bahnhof Bad Kreuznach) – stacja kolejowa w Bad Kreuznach, w regionie Nadrenia-Palatynat, w Niemczech. Obsługuje regularne pociągi regionalne i Regional-Express. Stacja znajduje się na południowy wschód od centrum miasta.
Według klasyfikacji Deutsche Bahn, stacja posiada kategorię 3.

## Historia
Pierwszy dworzec kolejowy w Bad Kreuznach został otwarty w 1858 roku na Nahetalbahn, gdzie dziś istnieje stacja towarowa. W tym czasie nie było połączenia z Kreuznacher Kleinbahnen. W dniu 1 czerwca 1864 roku druga stacja w Bad Kreuznach nazwana Kreuznach „Bad“ została otwarta w południowej części miasta, aby rozwijać problemu komunikacyjne tej części miasta. Wraz z otwarciem linii kolejowej do Gau-Algesheim w 1902 obecna stacja została wybudowana u zbiegu dwóch linii kolejowych między dwiema stacjami. Stacja weszła do eksploatacji w 1905 roku, hol wejściowy został zbudowany w latach 1905-1908, dwie stare stacji zostały zamknięte.

## Linie kolejowe
- Nahetalbahn
- Gau Algesheim – Bad Kreuznach